# 尼德霍格

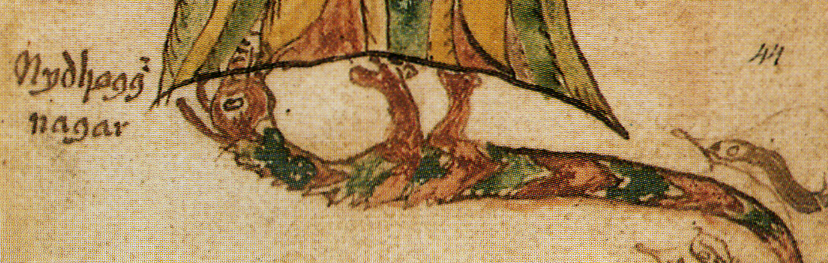
17世紀的冰島手抄本中啃咬世界之樹根部的尼德霍格插畫。

尼德霍格 (Níðhöggr) 是北歐神話中的龍，栖息在尼弗海姆恶泉水赫维盖尔米尔旁边，不断啃食世界之樹树根。平时以从泉水涌出的罪人尸体为食，在诸神黄昏过后，他会尝试载着死者亡魂飞起，但最后却沉沦。

## 故事內容
在史洛里·斯圖拉松（Snorri Sturluson）的《散文埃達》〈欺騙古魯菲〉中提到，世界之樹的根就位在尼福爾海姆（Niflheim）赫瓦格密爾（Hvergelmir）泉旁，而尼德霍格就在這拼命的想將世界之樹弄倒，另外還有不少毒蛇也在幫他的忙，這些蛇有：格因（Goin）、摩因（Moin）、格拉巴克（Grabak）、格拉弗沃魯德（Grafvollud）、奧弗尼爾（Ofnir）、和斯瓦弗尼爾（Svafnir）。等到牠們將世界之樹的根咬穿時，「諸神的黃昏」也就到來。
在《詩體埃達》中除了提到尼德霍格啃咬樹根之事外，還有牠和世界之樹頂端的老鷹維德佛爾尼爾（Vedfolnir）彼此結怨，而松鼠拉塔托斯克（Ratatosk）是牠們之間的挑撥者。另外，牠也吃因為作惡多端而在死後被拋到赫瓦格密爾泉的死者靈魂。〈女巫的預言〉中提到，諸神黃昏之後，尼德霍格鼓動雙翅並於滿載死屍的戰場上飛翔。

## 大眾文化中
- 獵獸神兵中第二十六號部隊「擬神兵部隊」的隊員約翰·威爾·班庫洛夫特，擬神兵型態為「不死之身的末世龍 尼德霍格」的巨龍，女主角夏爾的父親。

## 語源學
尼德霍格有多種寫法：Nidhogg、Nidhoggr、Nithhogg, Nidhögg、Nidhöggr、Nithhöggr、Nídhöggr、Nithhoggr、Nidhhogg、Níðhögg、Niðhoggr、Níðhoggr、Nídhögg、Hidhaegg或Nidhhoggr。英語化為：Nidhoggur。丹麥語中可能以Nidhug或Nidhog表示。名字的意思有「恐怖啃蝕者」（The Dread Biter）、「惡意」（Malice Striker）。
1. ↑  池上良太. . 奇幻基地. 2011/06/03: 130–131. ISBN 9789866275371.